# 川崎市主要地方道幸多摩線

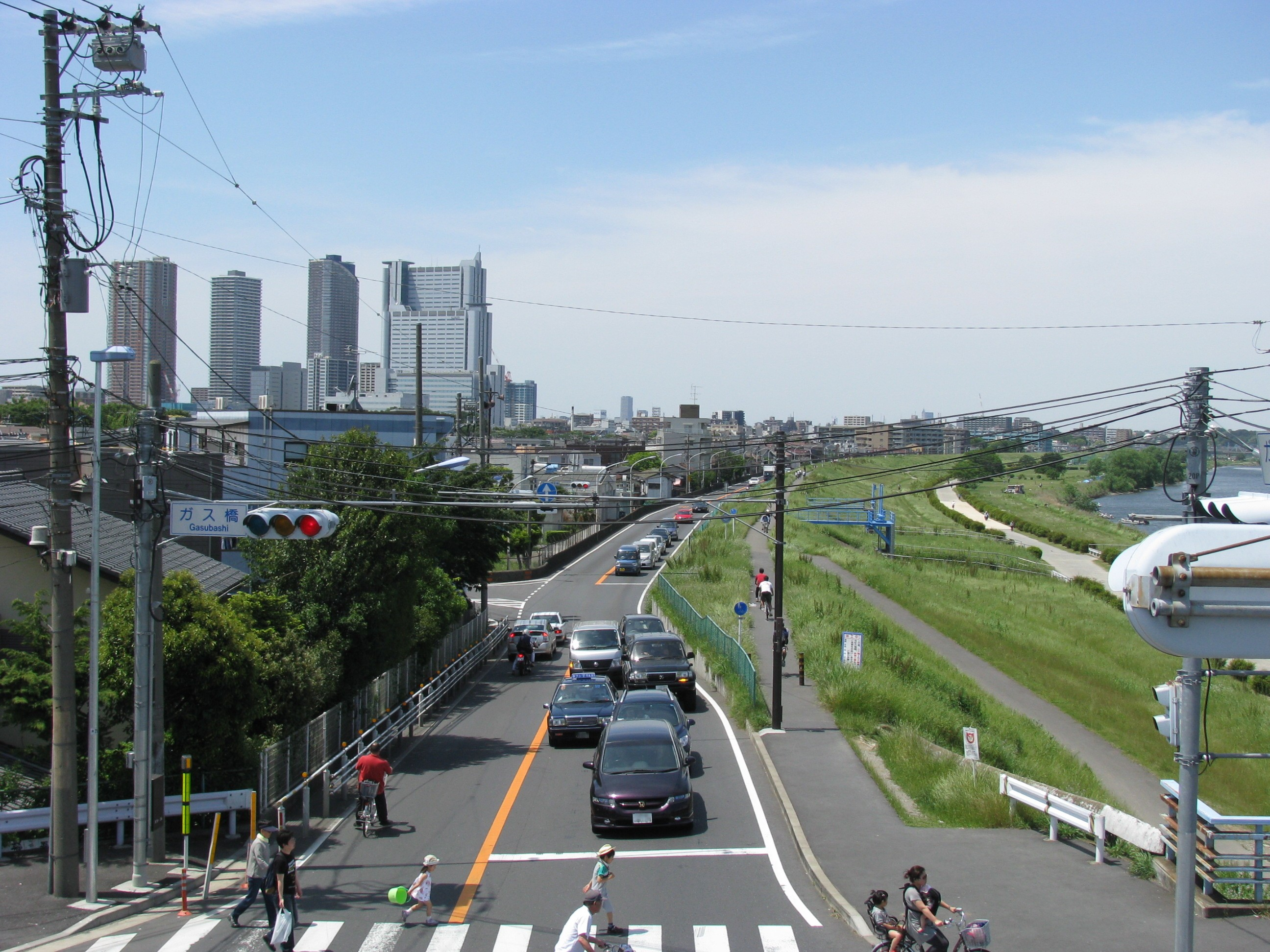
主要地方道幸多摩線（ガス橋付近）

川崎市主要地方道幸多摩線（かわさきししゅようちほうどうさいわいたません）は、神奈川県川崎市幸区河原町（国道409号）から川崎市多摩区登戸新町（神奈川県道3号世田谷町田線）に至る、主要地方道に指定されている政令指定都市の市道（川崎市道）である。そのほとんどが多摩川の堤防に沿って作られている。

## 路線データ
- 起点：川崎市幸区河原町河原町交差点：国道409号（重複:神奈川県道9号川崎府中線）交点
- 終点：川崎市多摩区登戸新町多摩水道橋交差点：神奈川県道3号世田谷町田線交点

## 路線状況

### 重複区間
- 国道246号支線（二子橋交差点 - 新二子橋交差点）

## 通過する行政区
- 神奈川県川崎市
  - 幸区 - 中原区 - 高津区 - 多摩区

## 経路および交差道路
| 接続道路                                          | 接続道路                                          | 交差点名               | 通過自治体      | 通過自治体 | 備考                                           |
| ------------------------------------------------- | ------------------------------------------------- | ---------------------- | --------------- | ---------- | ---------------------------------------------- |
| 国道409号(府中街道）                              | 国道409号(府中街道）                              | 河原町                 | 神奈川県 川崎市 | 幸区       | 起点                                           |
| 国道1号（第二京浜）                               | 国道1号（第二京浜）                               |                        | 神奈川県 川崎市 | 幸区       | 接続なし                                       |
| 神奈川県道111号大田神奈川線（ガス橋通り）         | 神奈川県道111号大田神奈川線（ガス橋通り）         | ガス橋                 | 神奈川県 川崎市 | 中原区     |                                                |
| 神奈川県道2号東京丸子横浜線（中原街道）           | 神奈川県道2号東京丸子横浜線（中原街道）           |                        | 神奈川県 川崎市 | 中原区     | 接続なし                                       |
| E83 第三京浜道路                                  | E83 第三京浜道路                                  |                        | 神奈川県 川崎市 | 高津区     | 一般車出入不可                                 |
| 国道246号支線（旧道）                             | 旧国道246号                                       | 二子橋                 | 神奈川県 川崎市 | 高津区     |                                                |
| 国道246号                                         | 国道246号                                         | 新二子橋               | 神奈川県 川崎市 | 高津区     |                                                |
| E1 東名高速道路                                   | E1 東名高速道路                                   |                        | 神奈川県 川崎市 | 多摩区     | 接続なし                                       |
| 神奈川県道3号世田谷町田線（世田谷通り・津久井道） | 神奈川県道3号世田谷町田線（世田谷通り・津久井道） | 多摩水道橋             | 神奈川県 川崎市 | 多摩区     | 終点                                           |
|                                                   |                                                   | （多摩川原交差点手前） | 神奈川県 川崎市 | 多摩区     | 東京都部になると「アカシア通り」の愛称がある。 |

## 別名
- 多摩沿線道路
  - 幸多摩線と神奈川県道3号世田谷町田線から稲城市境(鶴川街道稲城多摩川原交差点（多摩川原橋）手前)までの区間をあわせた名称。